# ОУН-УПА
ОУН-УПА — поняття, яким у розмовному стилі об'єднують діяльність ОУН (заснованої 1929 року) та УПА (1942—1954) під час Другої світової війни. Під абревіатурою «ОУН» мають на увазі ОУН(б) — відгалуження Організації українських націоналістів, що виникло внаслідок її розколу 1940 року та на чолі якого був Степан Бандера. Саме ОУН(б) була тісно пов'язаною з Українською повстанською армією.
Попри часто тісний зв'язок між цими організаціями, використання абревіатури ОУН-УПА (через дефіс) є неправильним, оскільки ці утворення мали цілком різний характер (ОУН — громадсько-політичне утворення, УПА — збройне формування). Ця абревіатура була створена органами МГБ-КГБ і використовувалась у вигляді сполучення «банди ОУН-УПА». Українські ж ЗМІ, відкинувши слово «банди», за звичкою продовжують вживати цей термін.